# Granja del Bosque

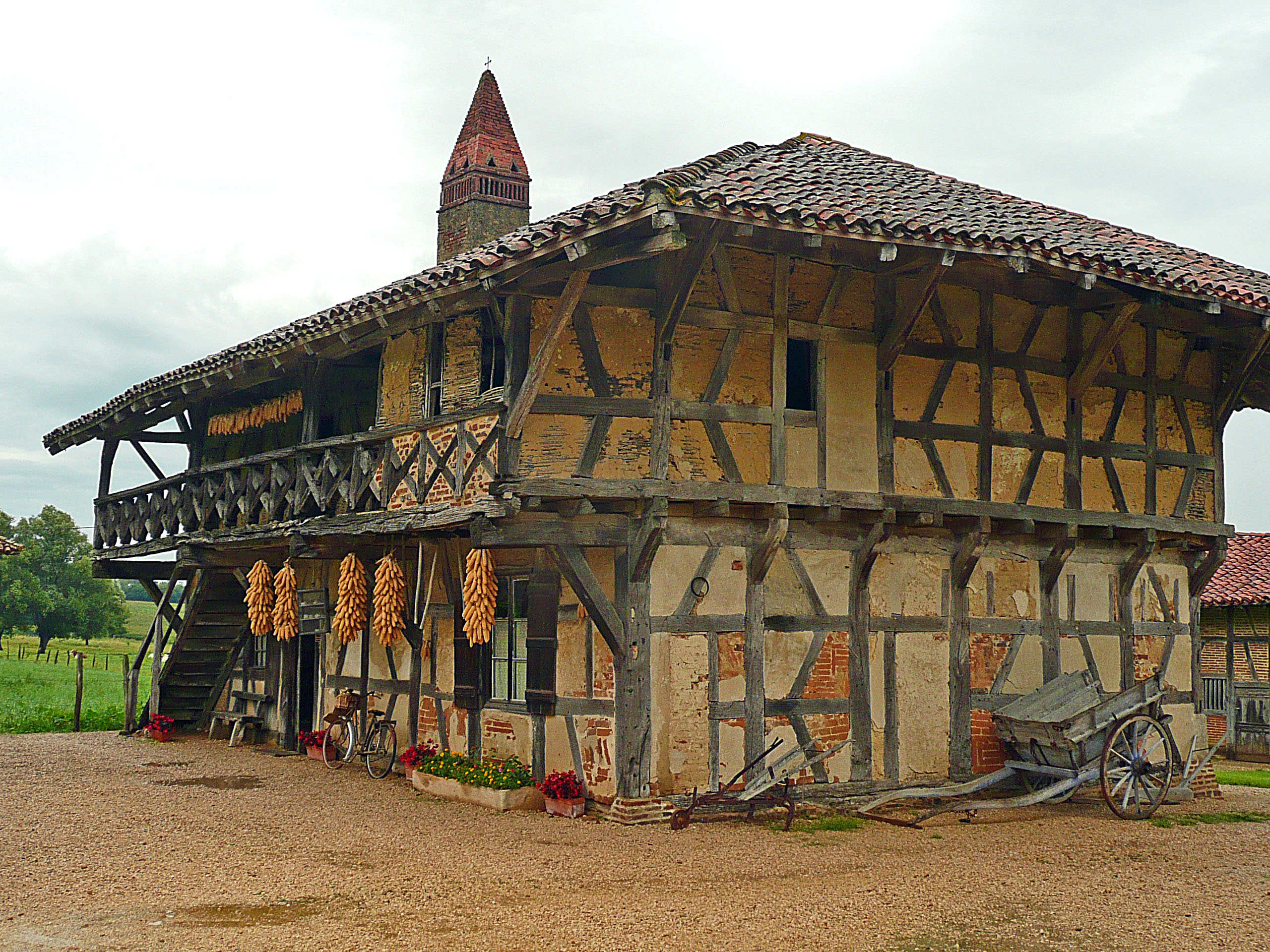
La Granja del Bosque.

La Granja del Bosque (en francés:Ferme de la Forêt) está situada en la comuna de Courtes, Francia. Arquitectónicamente se trata de una ferme bressane (edificio central de una granja o ferme típico de la región de la Bresse, este tipo de arquitectura campesina se remonta al Medioevo).
Aunque clasificada como monumento histórico desde 1930, no fue abierta al público hasta 1971, cuando se convirtió en un museo.